# Zay Flowers
Xavien Kevonn „Zay“ Flowers (geboren am 11. September 2000 in Fort Lauderdale, Florida) ist ein US-amerikanischer American-Football-Spieler auf der Position des Wide Receivers. Er spielte College Football für die Boston College Eagles und wurde im NFL Draft 2023 in der ersten Runde von den Baltimore Ravens ausgewählt.

## College
Flowers wuchs mit 13 Geschwistern auf – seine Trikotnummer 4 geht darauf zurück, dass er als viertjüngstes Kind seiner Familie geboren wurde. Seine Mutter starb 2005, sodass sein Vater alleine für die Familie sorgen musste. Flowers besuchte die NSU University School in Davie, Florida, und spielte dort Football als Wide Receiver und als Defensive Back.
Ab 2019 ging Flowers auf das Boston College, um College Football für die Boston College Eagles zu spielen. In seiner ersten Saison bestritt er von 13 Spielen zwei als Starter und fing 22 Pässe für 341 Yards und einen Touchdown. Ab der Saison 2020 war Flowers Stammspieler bei den Eagles. Mit 56 gefangenen Pässen für 892 Yards und neun Touchdowns wurde er in das All-Star-Team der Atlantic Coast Conference (ACC) gewählt. In der Spielzeit 2021 verzeichnete Flowers 44 Catches für 746 Yards und fünf Touchdowns.
Zur Saison 2022 bemühten sich mehrere Colleges darum, Flowers zu einem Wechsel zu bewegen. Trotz Sponsorenangeboten im sechsstelligen Bereich blieb er jedoch bei den Boston College Eagles, unter anderem, um am Boston College seinen Abschluss zu machen. In seiner vierten und letzten Saison am College stellte Flowers diverse Rekorde an seinem College auf. Mit 78 gefangenen Pässen für 1077 Yards und 12 Touchdowns in zwölf Spielen stellte er bei den Eagles einen neuen Bestwert für die meisten gefangenen Touchdowns auf und egalisierte die Bestmarke für die meisten gefangenen Pässe. Flowers war Halbfinalist bei der Wahl zum Fred Biletnikoff Award und wurde zum zweiten Mal in die All-Star-Auswahl der ACC gewählt. Insgesamt fing Flowers in seiner College-Karriere 200 Pässe für 3056 Yards und 29 Touchdowns, damit war er in allen drei Kategorien Rekordhalter am Boston College.
Am 1. Dezember 2022 gab Flowers seine Anmeldung für den NFL Draft 2023 bekannt.

## NFL
Im NFL Draft 2023 wurde Flowers an 22. Stelle von den Baltimore Ravens ausgewählt. Bei seinem NFL-Debüt am ersten Spieltag gegen die Houston Texans war er mit neun gefangenen Pässen für 78 Yards jeweils der erfolgreichste Wide Receiver der Ravens. Sein erster Touchdown in der NFL gelang ihm am sechsten Spieltag beim 24:16-Sieg gegen die Tennessee Titans in London nach einem Pass über 10 Yards von Lamar Jackson. Mit 77 gefangenen Pässen für 858 Yards stelle Flowers jeweils neue Rekorde für einen Rookie bei den Ravens auf, zudem war er in dieser Saison der erfolgreichste Passempfänger seines Teams. Dabei fing er fünf Touchdowns. Er zog mit Baltimore in die Play-offs ein und wurde dort bei der Niederlage im AFC Championship Game gegen die Kansas City Chiefs zur tragischen Figur. Flowers fing fünf Bälle für 115 Yards und einen Touchdown, damit war er der wichtigste Passempfänger der Ravens. Allerdings unterlief ihm im vierten Viertel beim Stand von 7:17 kurz vor einem Touchdown ein Fumble in die Endzone, durch den die Chiefs den Ball erhielten anstatt dass die Ravens auf 14:17 verkürzen konnten. Bereits zuvor hatte Flowers im selben Drive eine unglückliche Rolle gespielt, als er nach einem Catch für 54 Yards wegen unsportlichem Verhalten gegenüber Chiefs-Cornerback L’Jarius Sneed – der auch später den Fumble von Flowers verursachte – eine 15-Yards-Strafe zu verantworten hatte. Anschließend verletzte Flowers sich am Finger, als er nach dem Fumble frustriert auf die Bank der Ravens schlug.

### NFL-Statistiken
| Saison                             | Team  | Spiele | Spiele | Receiving | Receiving | Receiving | Receiving | Receiving | Rushing | Rushing | Rushing | Rushing | Rushing | Fumbles | Fumbles |
| Saison                             | Team  | GP     | GS     | Rec       | Yds       | Avg       | Lng       | TD        | Att     | Yds     | Avg     | Lng     | TD      | Fum     | Lost    |
| ---------------------------------- | ----- | ------ | ------ | --------- | --------- | --------- | --------- | --------- | ------- | ------- | ------- | ------- | ------- | ------- | ------- |
| 2023                               | BAL   | 16     | 16     | 77        | 858       | 11,1      | 75        | 5         | 8       | 56      | 7,0     | 37      | 1       | 0       | 0       |
| 2024                               | BAL   | 17     | 15     | 74        | 1059      | 14,3      | 53        | 4         | 9       | 56      | 6,2     | 19      | 0       | 0       | 0       |
| Total                              | Total | 33     | 31     | 151       | 1917      | 12,7      | 75        | 9         | 17      | 112     | 6,6     | 37      | 1       | 0       | 0       |
| Quelle: pro-football-reference.com |       |        |        |           |           |           |           |           |         |         |         |         |         |         |         |